# Albrecht Gerstell
Albrecht Gerstell (* 24. Januar 1819 in Königslutter; † 1883 in Braunschweig) war ein deutscher Schriftsteller und Dichter.

## Leben und Werk
Albrecht Gerstell wurde 1819 in Königslutter im Braunschweigischen geboren. Nach seinem Studium der Rechtslehre in Göttingen, bekleidete er verschiedene richterliche Ämter in Helmstedt und Braunschweig. In Gandersheim übte er eine Kreisgerichtsdirektortätigkeit aus, später bei der Justizreorganisation im Jahr 1879 wurde er zum Landgerichtsdirektor in Braunschweig berufen.
Sein erster Band Romanzen und Lieder erschien 1847 bei Rademacher in Braunschweig. Ein zweiter Band folgte ein Jahr später 1848 im Verlag Meinecke unter dem Titel: Pflanzerleben lyrisch-dramatisches Gedicht in zwei Abtheilungen. 1852 publizierte er in der Verlagsbuchhandlung von J.J. Weber in Leipzig schließlich das Buch Bilder aus der Traumwelt mit 21 Illustrationen des Malers und Künstlers Ludwig Nieper.
Im Jahr 1883 verstarb Albrecht Gerstell im Alter von 64 Jahren in seiner Wahlheimat Braunschweig.

## Schriften (Auswahl)
- Romanzen und Lieder. Lyrik. Rademacher, Braunschweig, 1847
- Pflanzerleben lyrisch-dramatisches Gedicht in zwei Abtheilungen. Drama. Meinecke, Braunschweig, 1848
- Bilder aus der Traumwelt. Märchen. Verlagsbuchhandlung von J.J. Weber, Leipzig, 1852